# Almohader

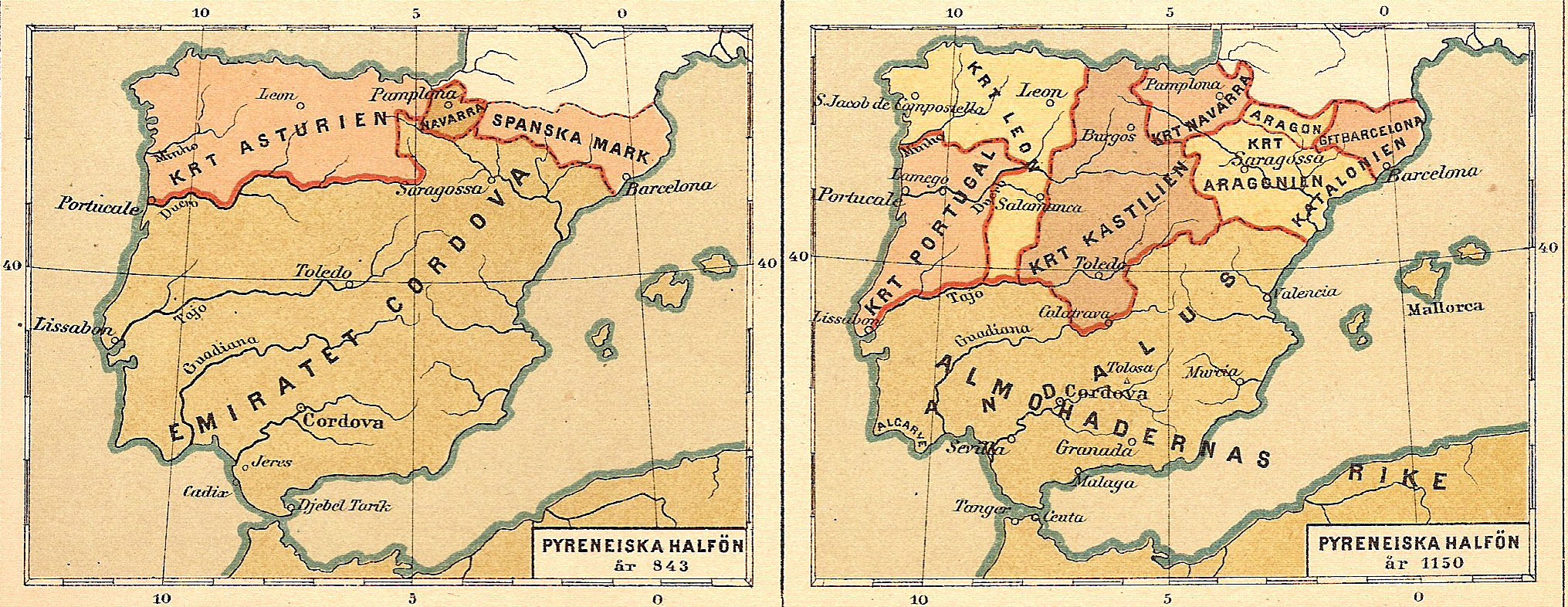
Historisk karta över Iberiska halvön, Kalifatet Córdoba och Almohadernas rike 843 e.Kr. och 1150 e.Kr.

Almohader (spanska. almohades, av arabiska الموحدون al-Muwahhidun,, "monoteisterna", "de som håller fast vid [Guds] enhet"), muslimsk sekt och dynasti från nordvästra Afrika och Spanien. Dynastins stiftare var berbern Muhammed ibn Tumart, vilken mot slutet av 1000-talet bekämpade almoraviderna, vars stränga ortodoxi inte syntes honom tillräckligt renlärig. Sedan han vunnit talrika anhängare, uppträdde han som imam och mahdi samt gjorde sig till härskare över flera under almoraviderna lydande stamområden. 
Efter sin pilgrimsfärd till Mecka och en tid som elev hos olika lärda män, återvände ibn Tumart till Marocko tjugoåtta år gammal. Där började han predika och agitera mot moraliskt förfall och blev till slut portad från flera städer. Han flydde till sina hemtrakter i Atlasbergen och förmodligen hade hans inflytande inte överlevt honom om han inte där hade träffat på Abd al-Mumin som visade sig vara en enastående politiker och general. När ibn Tumart avled i det kloster han själv grundat 1128 efter ett svårt nederlag mot almoraviderna, hemlighöll al-Mumin hans död till dess hans hunnit stärka sin egen position. 1130 tillträdde al-Mumin slutligen som kalif och 1149 antog han också titeln emir. Fram till sin död 1163 la han under sig almoravidernas besittningar i Nordafrika och Spanien. 
Under hans son Abu-Jakub Jusuf (-1184) och sonson Jakub al-Mansur (-1198) växte almohaderväldets makt och inflytande inte bara genom krigsframgångar i Spanien, där al-Mansur vann en lysande seger över Alfons VIII av Kastilien vid Alarcos (1195), utan även genom en uppblomstring av vetenskap och konst trots almohadernas stränga renlärighet. Den aristotelisk-nyplatonska filosofin, som genom Avicenna blomstrade i Orienten, bragtes här av Averroës, Ibn Tofeil, Maimonides med flera i den form, i vilken den sedermera övergick till Frankrikes och Italiens skolastiker. Det var också Abu-Jakub, som började byggandet av den berömda minareten i Sevilla, Giralda. Under denna tid verkade också mystikern al-Arabi. al-Mansur blev dock mot slutet av sin levnad mer fanatisk.
Almohadernas huvudstad låg i Marrakech men flyttades 1170 för en kortare tid till Sevilla. Överlag betraktade de alla erövrade områden utanför dagens Marocko som provinser.
Under El-mansurs son, den grymme Muhammed (1198-1213), inträdde redan förfallet. Alfons VIII bröt för alltid almohadernas makt i Spanien genom det blodiga slaget vid Navas de Tolosa (1212), efter vilket Muhammed skyndsamt flydde till Afrika. Några av el-Mansurs släktingar höll sig ännu någon tid som mer eller mindre självständiga ståthållare i olika delar av landet, men genom ett fördrag med Ferdinand III av Kastilien uppgav den siste av dessa, el-Mamun, alla sina besittningar (1248) och flydde till Marocko. 
Under de återstående sex eller sju kaliferna sönderföll även i Afrika det almohadiska väldet genom inre stridigheter och uppror, och 1275 störtades de sista medlemmarna av el-Mansurs ätt av den i Marocko nyuppkomna merinidiska dynastin (av beduinstammen Beni Merin).